# Galaz Galo
Galaz Galo (???? — Alcácer-Ceguer, 1459) foi um cavaleiro português da casa de D. Afonso V.
Morreu a 1459 em Alcácer-Ceguer com uma seta no pescoço quando tomava a madeira das bombardas aos mouros .